# Koos Karssen
Jacobus Anne (Koos) Karssen (14 oktober 1944) is een Nederlands politicus van het CDA.
Rond 1965 kwam hij in de leiding van het in Bodegraven gevestigde familiebedrijf Fa. W. Karssen & Zoon wat hij tot 2001 zou blijven doen. Daarnaast is hij daar lange tijd gemeenteraadslid geweest en was hij van 1986 tot 2002 wethouder en locoburgemeester. Begin 2003 werd Karssen burgemeester van Maassluis. Na het besluit van de gemeente om een aantal flatgebouwen te slopen, kreeg hij anonieme dreigbrieven, een kogelbrief en een poederbrief. In verband daarmee heeft hij twee jaar vergaderd onder politiebewaking. Eind 2014 werd Karssen zeventig jaar waarop hij benoemd werd tot waarnemend burgemeester van zijn gemeente. Dit omdat zeventig de maximale leeftijd is waarop iemand burgemeester kan zijn in Nederland. Op 2 november 2015 werd Karssen opgevolgd door Edo Haan.
Karssen was van 31 oktober 2012 tot 2 november 2015 de oudste burgemeester van Nederland.
Per april 2016 is Karssen voorzitter van de Midden-Delfland Vereniging.
Van 20 februari tot 3 april 2017 was hij de waarnemend burgemeester van Waddinxveen als tijdelijke vervanging van de zieke Bert Cremers.